# Ibi (noble égyptien)
Pour les articles homonymes, voir Ibi.
Ibi ou Aba est majordome (ou  « chef régisseur ») de la Divine adoratrice d'Amon Nitocris Ire durant la XXVIe dynastie. Il porte aussi le titre de « Directeur de la Haute-Égypte » à la suite de Montouemhat et avant Pabasa qui lui succède.
Sa tombe est la TT36 de la vallée des Nobles. 